# Karel Štědrý

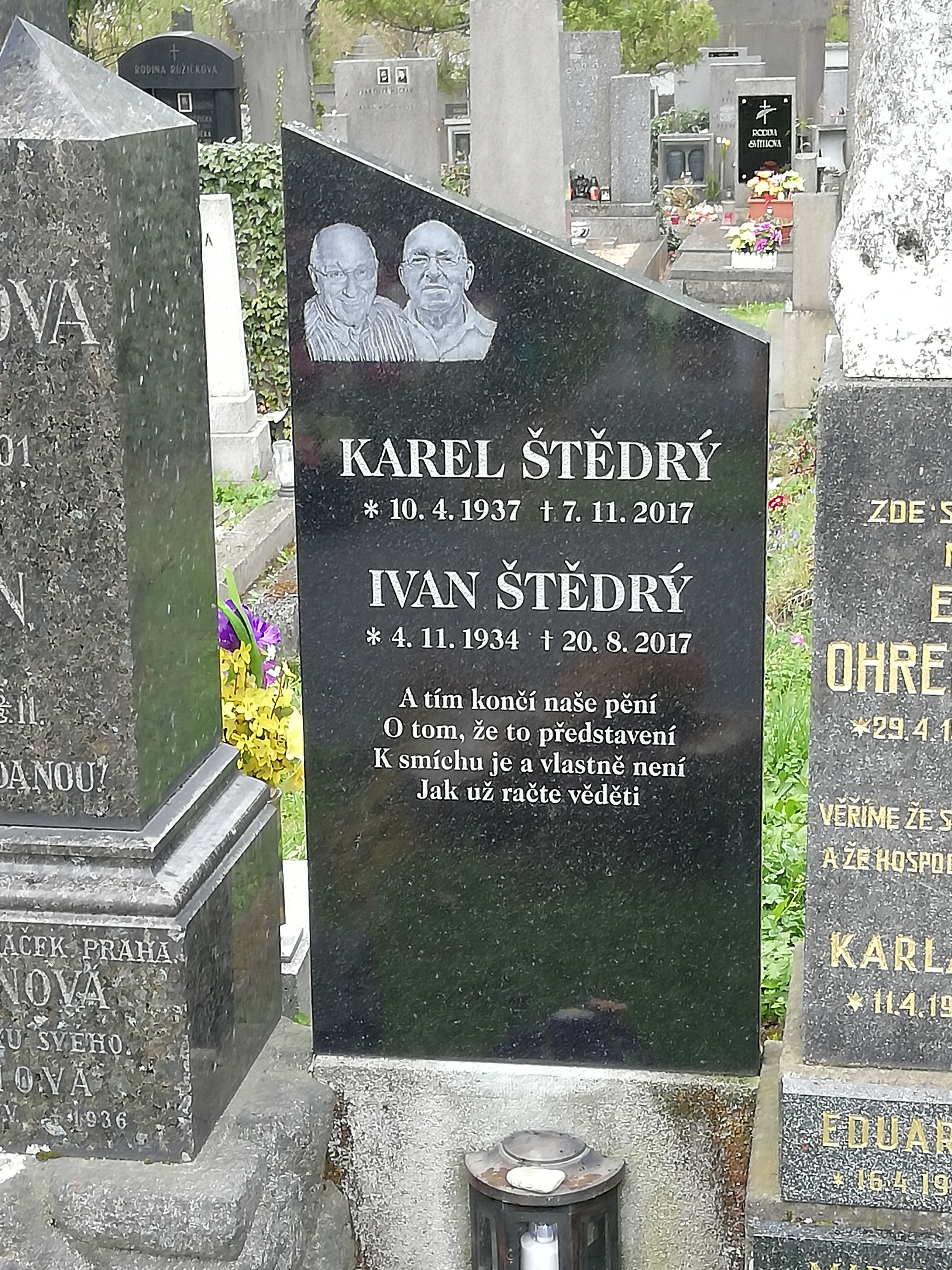
Hrob Karla Štědrého a Ivana Štědrého (1934–2017) na Košířském hřbitově v Praze (Oddělení: 2 IV B; hrob číslo: 28/29)

Karel Štědrý (10. dubna 1937 Praha – 7. listopadu 2017 Praha) byl český zpěvák, herec, moderátor a podnikatel v oboru nápojových automatů.
Byl populární zpěvák, v letech 1959 až 1962 člen Divadla Semafor a pak v letech 1962 až 1972 Divadla Rokoko. V pozdějších letech byl televizní a estrádní konferenciér a moderátor. Původním vzděláním byl železniční inženýr, tuto profesi ale nikdy nevykonával.
Své dcery pojmenoval Zuzana a Tereza, podle hitů svého přítele a kolegy, zpěváka Waldemara Matušky.

## Nejznámější hity
- Mám malý stan – s Waldemarem Matuškou
- Milenci v texaskách – s Josefem Zímou
- Takový je život /Potkal potkan potkana/ – s Jiřím Suchým
- Písmena
- Diga diga dou
- Kaňonem takhle k večeru
- Hospoda
- Angelina
- Meziměsto /Zde Alfons, haló/
- V naší kanceláři
- Melancholické blues[4]

## Filmografie

### Herec
- 1960 Sedmý kontinent - brigádník
- 1961 Zuzana je zase sama doma (TV film)
- 1963 Oliver Twist (hudební film)
- 1964 Kdyby tisíc klarinetů - Kadrnožka
- 1967 Ta naše písnička česká - výběrčí
- 1971 Hodina modrých slonov - Halala
- 1972 Smrt si vybírá
- 1973 Noc na Karlštejně - zbrojnoš
- 1980 Trhák - inseminátor
- 1999 Kdo unesl Klaudii? - redaktor

### Zpěv
- 1960 Sedmý kontinent .... Chovejte mě, má matičko, Když nastaly deště
- 1964 Vysílá studio A (TV)
- 1963 Revue pro banjo (TV)
- 1964 Starci na chmelu
- 1965 Strašná žena
- 1966 Vysílá studio A (TV)
- 1967 Zelená pro Kmocha (TV)
- 1967 Píseň pro Rudolfa III. (TV seriál)
- 1968 Ach, ta vojna (TV)
- 1968 Kulhavý ďábel
- 1998 Nikdo není dokonalý (TV pořad)
- 2003 Pocta Karlu Hálovi (koncert)

Filmografie zpracována dle zdrojů.

### Dokumenty
- 2007 13. komnata Karla Štědrého (TV film)[7]
- 2007 Zapomenutá hvězda (TV film)

## Moderátor
(seznam není úplný)
- Kabaret U dobré pohody
- Písničky z obrazovky
- Diskotéka pro starší a pokročilé